# The Wizard (canción)
«The Wizard» es una canción de la banda británica de heavy metal Black Sabbath, tomada de su álbum de 1970  Black Sabbath. Es la segunda pista en el álbum. La canción fue compuesta por los cuatro miembros del grupo y fue producida por Rodger Bain. The Wizard, fue el lado B de la pista del título de Paranoid, el segundo álbum de la banda.

## Información
«The Wizard» trata de un mago que usa su magia para animar a la gente que encuentra. También se cree que trata acerca del vendedor de drogas que abastecía a la banda en ese momento. La canción también se inspiró en el personaje de Gandalf de El Hobbit y El Señor de los Anillos.

## Personal
- Tony Iommi - Guitarra eléctrica.[2]
- Ozzy Osbourne - Voz, armónica.
- Geezer Butler - Bajo.
- Bill Ward - Batería.